# 常見千香夫
常見 千香夫（つねみ ちかお、1908年（明治41年）10月31日 - 1988年（昭和63年）1月4日）は、埼玉県浦和町（現・さいたま市）出身の歌人。

## 経歴
旧制浦和中学校（現埼玉県立浦和高等学校）、東京薬学専門学校（現東京薬科大学）卒業。
浦和中学校在学中、加藤克巳らとともに、「菁藻」にて同校教諭であった高橋俊人に学ぶ。1927年（昭和2年）、村野次郎主宰の「香蘭」入社。1933年、「短歌至上主義」創刊に参加。
1940年、伝説的な合同歌集『新風十人』（八雲書林）に参加。参加者は、常見のほかに五島美代子、筏井嘉一、加藤将之、佐藤佐太郎、斎藤史、館山一子、坪野哲久、福田栄一、前川佐美雄であった。
戦後1946年、加藤克巳、大野誠夫と「鶏苑」を創刊するが、1953年廃刊、以後作歌生活を断った。歌集に『智と余韻』、遺作の『はな鳥』。

## 著書
- 『智と余韻』（藤浪会、1938）序文：杉浦翠子、高橋俊人　裝幀：杉浦非水
- 『はな鳥』（常見九丹、1988）